# Shelleyglanzstar
Der Shelleyglanzstar (Lamprotornis shelleyi) aus der Gattung der Eigentlichen Glanzstare (Lamprotornis) ist eine endemisch im östlichen Afrika lebende Vogelart aus der Familie der Stare (Sturnidae) in der Ordnung der Sperlingsvögel (Passeriformes). Er hat ein stark metallisch glänzendes, irisierendes Federkleid in blauen, grünen bis violetten Farbtönen und einem rostbraunen Bauch. Sein Verbreitungsgebiet liegt in trockenen bis halbtrockenen Busch-Savannen mit Baumbestand und übersichtlichem Boden. Er ernährt sich überwiegend von verschiedenen Insekten und Früchten.

## Merkmale

### Körperbau und Gefieder
Der Shelleyglanzstar sieht dem Hildebrandt-Glanzstar zum Verwechseln ähnlich und Unterschiede sind kaum zu erkennen. Das Gefieder auf der Oberseite hat einheitlich stark irisierende metallisch glänzende Farben. Sein Gefieder besteht aus sogenannten Strukturfedern, die ihre Farben ohne Pigmente durch Lichtbrechung hervorrufen. Der besondere Glanz wird durch die in der Struktur der Federn eingebundenen Melanosome, die unter einem Keratinfilm liegen, hervorgerufen. Das Besondere dieser Melanosome sind ihre plättchenartige und innen hohle Form. Die Plättchen sind einfach, vielfach geschichtet oder alternierend (wechselweise) angeordnet.
Stirn, Scheitel und Hinterkopf zeigen sich in einem glänzenden violett, das sich zum Nacken hin klar abgrenzt. Der Nacken und die hinteren Seiten des Halses bilden einen dunkelgrünen glänzenden Kragen. Schultern, Rücken, Bürzel und Schwanz bilden eine einheitlich glänzende violett-blaue Oberseite und die Unterseite der Schwanzfedern sind in einem schwärzlichen braun gehalten. Die Zügel zwischen Schnabel und Auge sowie die Ohrdecken bilden eine matte schwarze Maske. Kinn, Kehle und oberste Brustpartie stellen sich in einem glänzenden violett-blauen Ton dar. Die Brust und der Bauch haben eine relativ gleichmäßige rostbraune Farbe die zum Steiß hin fließend etwas dunkler wird. Die äußeren Schwungfedern des Flügels sind in einem blau-violetten Ton gehalten, die dann in den Unterarm- und Handfedern in einem schillernden, metallisch glänzenden bronze- grün erscheinen. Die schwarzen Spitzen der äußeren und mittleren Flugfedern begrenzen die Flügelpartien und bilden auf den angelegten Flügeln Reihen dunkler Punkte. Die Flügelunterseite erscheint in einem dunklen violett-blauen Ton. Der Schnabel und die Beine sind schwarz.
Die Merkmale der Juvenilen unterscheiden sich von den Altvögeln deutlich. Ihnen fehlt der Glanz der adulten Shelleyglanzstare und zeigen nur einen blassen und matten Glanz. Vom oberen Kopf über die Rückenpartie erscheinen sie graubraun. Die Unterseite stellt sich in einem gelblichen braun dar, das von der Gürtelpartie über den Steiß bis zu den unteren Schwanzfedern in ein gelbbraun übergeht.

### Auge
Die Augen des Shelleyglanzstars erscheinen rötlich bis gelblich orange. Wie die meisten Vögel, abgesehen von den nachtaktiven Arten, sehen die Prachtglanzstare ihre Umwelt anders als wir Menschen. Im Gegensatz zum Menschen hat der Star für das Farbsehen vier und nicht nur drei Fotorezeptortypen (auch Sehzellen genannt) auf der Retina (Netzhaut). Neben den für das Schwarz-Weiß-Sehen zuständigen dünneren stäbchenförmigen Rezeptoren, sind vier zapfenförmige Rezeptortypen für die Wahrnehmung bei den Staren zuständig (tetrachromatisches Sehen). Drei der vier zapfenförmigen Rezeptortypen sind für den auch vom Menschen sichtbaren Bereich des Lichtes (trichromatisches Sehen) zuständig, welche die drei Grundfarben rot, grün und blau sichtbar machen. Der vierte Rezeptor ist für die Wahrnehmungen im Bereich des ultravioletten Lichtes verantwortlich, welches für den Menschen nicht sichtbar ist. Der Lichteinfall regt die verschiedenen Rezeptortypen innerhalb der stark gefalteten und mit unterschiedlich farbigen Öltröpfchen versehenen Membranen verschieden intensiv an. Auf die unterschiedlichen Wellenlängen des Lichtes reagieren die jeweils zuständigen Rezeptoren mehr oder weniger stark, sodass die unterschiedlichen Farben und Farbtöne wahrgenommen werden. Der gegenüber dem Menschen zusätzliche UV-Rezeptor lässt die Stare unsere Umwelt erheblich differenzierter bzw. anders wahrnehmen. So sind sie in der Lage, mit Hilfe der UV-Rezeptoren Unterschiede bei den Artgenossen, dem Reifegrad der Früchte oder UV-reflektierende Spuren, die wir nicht sehen, besser und einfacher zu erkennen.

### Unterscheidungsmerkmale zum Hildebrandt-Glanzstar
Eine Differenzierung zwischen Shelleyglanzstar und Hildebrandt-Glanzstar in der Natur ist sehr schwierig. Die rötlich orangen Augen und die ähnliche Farbgebung am Kopf und oberer Brustpartie können dort kaum weiterhelfen. Der wesentliche und am besten zu erkennende Unterschied befindet sich auf der unteren Brust und dem Bauch. Der Shelleyglanzstar hat eine weitgehend gleichmäßige rostbraune Farbgebung in diesem Bereich, wohingegen der Hildebrandt-Glanzstar in der Brustpartie eine hellere bräunlich-orange Färbung bis zur Gürtelpartie besitzt und dort einen sichtbaren Farbwechsel in ein helleres Kastanienbraun aufweist. Ein ergänzender Hinweis können die grünlichen Partien im Nacken und am Flügel des adulten Shelleyglanzstars sein, die in der Regel intensiver ausfallen.

### Lautäußerungen
Die Konversationslaute des Shelleyglanzstars sind eine Mischung aus flüsternden, nasalen und schnarrenden Rufen. In seine Konversation baut er oft die nasalen Rufe wiederholt ein.

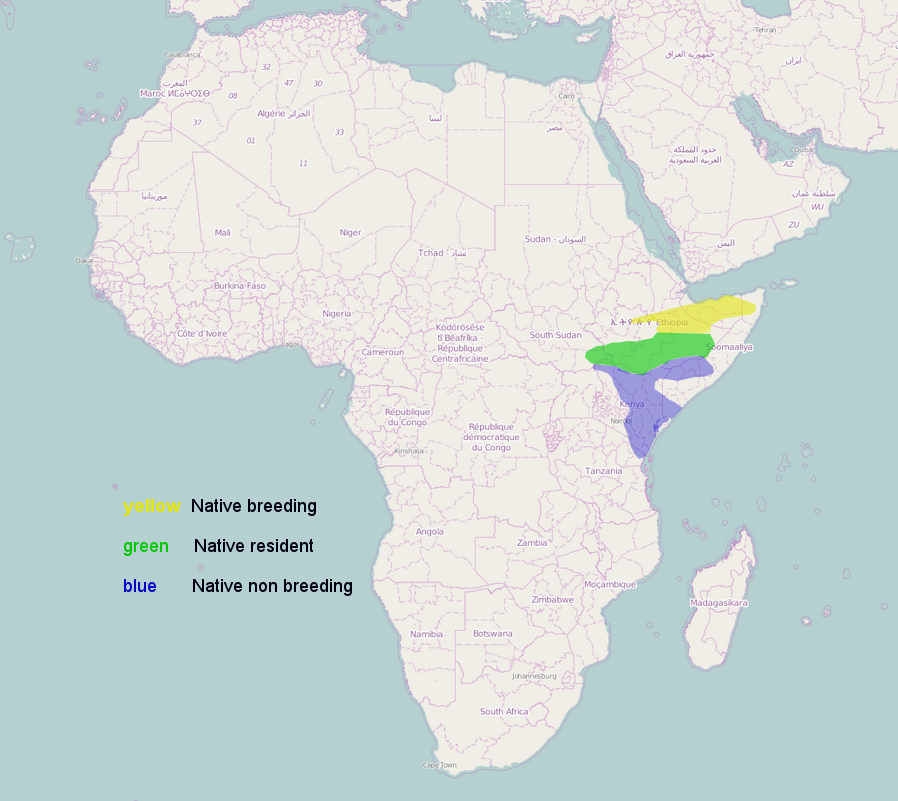
Verbreitungsgebiet des Shelleyglanzstar (Lamprotornis shelleyi)

## Lebensraum und Verbreitung
Sein Verbreitungsgebiet hat eine Größe von etwa 658.000 m² und kommt endemisch in ostafrikanischen Staaten vor. Er ist eine migrante Art und sein Verbreitungsgebiet, in dem er auch brütet, reicht nördlich von Zentraläthiopien, bis in den Nordosten Somalias sowie vom Südosten des Südsudan, über den Süden und Osten Äthiopiens bis in das somalische Grenzgebiet. Sein südliches Verbreitungsgebiet, in dem er jedoch als nicht brütend gilt, reicht vom Süden Somalias bis in den Süden Kenias und dem äußersten Zipfel im Nordosten Tansanias.
Er bevorzugt in Südsudan und Somalia trockene und halbtrockene Dornbuschsavannen, bei denen es sich im Sudan oft um Büsche des Zahnbürstenbaumes (Salvadora persica) handelt. In Kenia findet er sich bevorzugt in Gegenden mit Akazienarten (Acacieae)- und den artenreichen Commiphora-Büschen und Bäumen wieder und nutzt die Kronen der Commiphorabäume als bevorzugten Aussichtspunkt. Seine Lebensräume liegen regelmäßig vom Tiefland bis hinauf auf 1800 m über dem Meeresspiegel in seinem nördlicheren und bis 1300 m im südlichen Verbreitungsgebiet.

## Lebensweise und Verhalten
Der Shelleyglanzstar wird als eine scheuere Art eingeschätzt als der Hildebrandt-Glanzstar oder der Dreifarben-Glanzstar. Er bevorzugt übersichtliches Grasland mit Bäumen und lebt dort während der Brutzeit meist in kleinen Gruppen. Außerhalb der Brutzeit tritt er nicht nur in kleineren Gruppen, sondern auch in Scharen von bis zu hunderten Vögeln auf, bei denen regional unterschiedlich auch andere Lamprotornis Arten, wie der nomadische Zweifarbglanzstar (Lamprotornis bicolor) oder der Dreifarbglanzstar (Lamprotornis superbus), beteiligt sein können.
Seine Nahrung besteht aus Insekten und Früchten. Während der Migration wird er in Kenia oft in der Früchte tragenden Zeit des Salvadora-Busches entlang des Flusses Tana angetroffen.

## Fortpflanzung
Die Shelleyglanzstare bauen ihre Nester in der Regel in natürlichen Baumhöhlen. Diese liegen oft in dornigen Bäumen in einer Höhe zwischen 1,5 und 3 m. Ebenso nutzen sie Felsspalten, die geeignet erscheinen und in Äthiopien auch Termitenhügel. Die Nester werden meist mit Gras und Federn ausgepolstert, manchmal reichen aber auch nur die Holzspäne, die in der Baumhöhle auf dem Grund liegen. Meist legen sie 4 bis 6 bläuliche bis türkis-blaue Eier, die ca. 26 × 18 mm groß und mit braunen Tupfen versehen sind. Die Brutzeit liegt regional unterschiedlich zwischen April und Juni und es wird vermutet, dass der Shelleyglanzstar möglicherweise auch zweimal in der Saison brütet.

## Gefährdungssituation
Gesicherte Angaben zur Größe des Weltbestandes gibt es nicht, die Art gilt jedoch in seinem Verbreitungsgebiet als häufig und der Bestand als stabil. Der Shelleyglanzstar wird von der IUCN daher als ungefährdet („least concern“) eingestuft.

## Systematik
Der Shelleyglanzstar bildet gemeinsam mit dem Hildebrandt-Glanzstar die basale Klade zu den restlichen Schwesterkladen der Gattung Eigentlichen Glanzstare (Lamprotornis) die aus mindestens 22 Arten besteht.
|  | \| \| Hildebrandtglanzstar (Lamprotornis hildebrandtii) \| \| \| \| \| \| Shelleyglanzstar (Lamprotornis shelleyi) \| \| \| \| |
|  | |
|  | Hildebrandtglanzstar (Lamprotornis hildebrandtii)                                                                              |
|  | |
|  | Shelleyglanzstar (Lamprotornis shelleyi)                                                                                       |
|  | |

|  | Hildebrandtglanzstar (Lamprotornis hildebrandtii) |
|  |                                                   |
|  | Shelleyglanzstar (Lamprotornis shelleyi)          |
|  |                                                   |

|  | \| \| Hildebrandtglanzstar (Lamprotornis hildebrandtii) \| \| \| \| \| \| Shelleyglanzstar (Lamprotornis shelleyi) \| \| \| \| |
|  | |
|  | Hildebrandtglanzstar (Lamprotornis hildebrandtii)                                                                              |
|  | |
|  | Shelleyglanzstar (Lamprotornis shelleyi)                                                                                       |
|  | |

|  | Hildebrandtglanzstar (Lamprotornis hildebrandtii) |
|  |                                                   |
|  | Shelleyglanzstar (Lamprotornis shelleyi)          |
|  |                                                   |

|  | \| \| Hildebrandtglanzstar (Lamprotornis hildebrandtii) \| \| \| \| \| \| Shelleyglanzstar (Lamprotornis shelleyi) \| \| \| \| |
|  | |
|  | Hildebrandtglanzstar (Lamprotornis hildebrandtii)                                                                              |
|  | |
|  | Shelleyglanzstar (Lamprotornis shelleyi)                                                                                       |
|  | |

|  | Hildebrandtglanzstar (Lamprotornis hildebrandtii) |
|  |                                                   |
|  | Shelleyglanzstar (Lamprotornis shelleyi)          |
|  |                                                   |

|  | \| \| Hildebrandtglanzstar (Lamprotornis hildebrandtii) \| \| \| \| \| \| Shelleyglanzstar (Lamprotornis shelleyi) \| \| \| \| |
|  | |
|  | Hildebrandtglanzstar (Lamprotornis hildebrandtii)                                                                              |
|  | |
|  | Shelleyglanzstar (Lamprotornis shelleyi)                                                                                       |
|  | |

|  | Hildebrandtglanzstar (Lamprotornis hildebrandtii) |
|  |                                                   |
|  | Shelleyglanzstar (Lamprotornis shelleyi)          |
|  |                                                   |

## Etymologie und Forschungsgeschichte
Richard Bowdler Sharpe beschrieb den Shelleyglanzstar unter dem Namen Spreo shelleyi. Das Typusexemplar stammte aus dem Museum von Ethelbert Edward Lort Phillips (1857–1943) und wurde in Somaliland gesammelt. 1820 führte Coenraad Jacob Temminck die Gattung Lamprotornis u. a. für den Rotschulter-Glanzstar (Lamprotornis nitens (Linnaeus, 1766)) ein, der später auch der Shelleyglanzstar zugeordnet wurde.
Der Begriff »Lamprotornis« leitet sich aus den griechischen Worten »lamprotēs, lampros λαμπροτης, λαμπρος« für »Pracht, strahlend« und »ornis όρνις« für »Vogel« ab. Der Name »shelleyi« ist George Ernest Shelley (1840–1910) gewidmet, der das Typusexemplar 1885 falsch als Hildebrandt-Glanzstar (Lamprotornis hildebrandti) identifiziert hatte.